# La Flambeuse (film, 1964)
Pour plus de détails, voir Fiche technique et Distribution.
La Flambeuse (Η χαρτοπαίχτρα (I Chartopaichtra)) est un film grec réalisé par Yánnis Dalianídis et sorti en 1964.

## Synopsis
Aleka (Rena Vlachopoulou) est une joueuse compulsive. Son addiction lui joue des tours. Son mari (Lámbros Konstandáras) finit par flirter avec une amie (Lili Papagianni) avec qui sa femme joue aux cartes. Son but est de faire prendre conscience des problèmes à son épouse. Cependant, les enfants du couple (Chloi Liaskou et Kostas Voutsas) se sont pas au courant et s'inquiètent pour l'avenir de leur famille.

## Fiche technique
- Titre : La Flambeuse
- Titre original : Η χαρτοπαίχτρα (I Chartopaichtra)
- Réalisation : Yánnis Dalianídis
- Scénario : Yánnis Dalianídis d'après la pièce homonyme de Dimitris Psatha
- Direction artistique : Markos Zervas
- Décors :
- Costumes :
- Photographie : Nikos Dimopoulos
- Son : Giannis Fisher
- Montage : Petros Lykas
- Musique : Mímis Pléssas
- Production :  Finos Film
- Pays d'origine :  Grèce
- Langue : grec
- Format :  Noir et blanc
- Genre : Comédie
- Durée : 94 minutes
- Dates de sortie : 1964

## Distribution
- Réna Vlachopoúlou
- Lámbros Konstandáras
- Lili Papayanni
- Chloi Liaskou
- Kostas Voutsas